# Ankokuji Ekei
Ankokuji Ekei (安国寺 恵瓊, 1539 - Quioto, 6 de novembro de 1600) foi um diplomata e monge rinzai zen budista do clã Mōri, um poderoso clã feudal na região de Chūgoku, no período Azuchi-Momoyama.

## Vida
Quando jovem Ekei chamou a atenção de Môri Motonari, tendo Ekei uma inteligência e perspicácia, acompanhou Motonari na maioria de suas campanhas. Quando Motonari morreu em 1572, Ekei viajou durante algum tempo, tornando-se abade dos Ankoku-Ji antes de regressar para servir Môri Terumoto, irmão de Motonari
Mais tarde, durante a longa guerra com o clã Oda, Ekei atuou como negociador para Toyotomi Hideyoshi, que conheceu em 1573. Ekei tornou-se membro próximo de Hideyoshi e apesar de ser monge, liderou tropas para Hideyoshi e Môri Terumoto. Na Campanha de Odawara (1590) e no cerco de Shimoda, esteve em batalha.
Ankokuji liderou algumas tropas enviadas para a Coréia por Hideyoshi entre 1592 e 1593 e depois 1597 e 1598. Hideyoshi concedeu-lhe um feudo de 60.000 koku na província de Iyo, devido seus serviços ao longo dos anos.
Quando lutou contra Tokugawa Ieyasu na Batalha de Sekigahara (1600), foi feito prisioneiro e mais tarde decapitado em Quioto, juntamente com Ishida Mitsunari e Konishi Yukinaga.